# Renault NN
La Type NN è un'autovettura di fascia medio-bassa, prodotta tra il 1925 ed il 1929 dalla casa francese Renault.

## Profilo

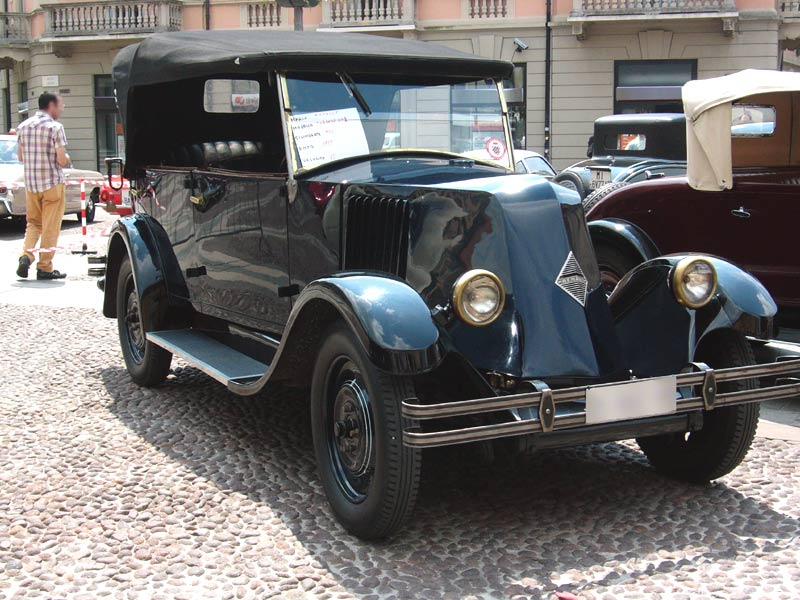
Renault NN Torpedo (1928)

La NN era una vettura di fascia medio-bassa, ma orientata decisamente verso categorie di clientela ancor meno abbienti. Presentata a Parigi nel 1924, la NN era decisamente semplice nella sua progettazione e fu l'ultima rappresentante Renault di quella linea stilistica all'epoca denominata skiff, che utilizzava soluzioni di tipo nautico, a tal punto da far somigliare la carrozzeria delle vetture allo scafo di certe piccole imbarcazioni. Questo tipo di linea stilistica permetteva di ridurre i costi di realizzazione, in quanto si avvaleva di lamierati lisci e piani, quindi con necessità di meno lavorazioni e trattamenti, e pertanto più economici. La NN era chiamata a sostituire le Renault Type KJ e Type MT, quest'ultima altro validissimo esponente (se non il più valido in assoluto) della scuola dello skiff-style.
La NN era caratterizzata dalla tipica calandra appuntita, completamente liscia ed inclinata all'indietro. L'angolo formato dalle due superfici che costituiscono la calandra prosegue anche all'indietro lungo il cofano motore, per interrompersi una volta giunto a contatto con il parabrezza. Sempre il cofano motore era caratterizzato lateralmente da due prese d'aria, una per lato, dedicate al raffreddamento del motore.
La NN fu prevalentemente prodotta con carrozzerie berlina, torpedo e anche coupé, era di dimensioni relativamente ridotte e montava un motore a 4 cilindri da 951 cm³ in grado di erogare una potenza massima compresa tra i 15 ed i 17 CV a 2000 giri/min. La velocità massima raggiungibile dalla NN era di 60 km/h, un dato non molto entusiasmante, neppure per l'epoca, dal momento che una vettura come la Peugeot Type 172 5CV riusciva a fare altrettanto con un motore di cilindrata più ridotta e con potenza inferiore. La colpa era da attribuire in primo luogo al peso della vettura, non certo trascurabile. La trazione era posteriore con cambio a 3 marce.
In ogni caso la NN ebbe un successo commerciale più che buono e fu prodotta anche nelle serie NN1 ed NN2, migliori dal punto di vista prestazionale, grazie al peso ridotto, il quale consentiva loro di raggiungere una velocità massima di 70 km/h. La produzione proseguì fino al 1929. La sua erede, la Juvaquatre, sarebbe arrivata solo 8 anni dopo, nel 1937.